# Víctor Hellín Sol
Víctor Hellín Sol (1913, Lleida, Segrià — 27 d'octubre de 2014, València) fou un polític falangista espanyol, alcalde de Lleida i de la seva Diputació Provincial i governador civil de Zamora, Girona, Illes Balears i Sevilla, durant la dictadura franquista.
Hellín cursà estudis al Liceu Escolar de Lleida, als Maristes, i estudis de peritatge mercantil a Barcelona i Vilanova i la Geltrú. Fou un membre actiu d'Acció Catòlica, durant la Segona República milità a la confederació de partits conservadors Confederación Española de Derechas Autónomas (CEDA), i al gener del 1936 ingressà a la Falange Española Tradicionalista y de las JONS. Participà activament en l'alçament militar contra la Segona República del juliol del 1936 a Lleida, i fou empresonat amb el fracàs del cop d'estat a Catalunya. Condemnat a 30 anys de presó, el gener de 1939 aconseguí fugir del camp on es trobava retingut als Omells de na Gaia, Urgell. Aquest empresonament li valgué la condició d'ex-cautivo, camisa vieja i bones relacions entre els cercles franquistes i falangistes, que li permeté assolir càrrecs cada vegada més importants. Falangista pragmàtic, fou successivament secretari local, inspector provincial, delegat provincial de transports i conseller nacional de l'Organización Juvenil Española de la FET y de las JONS i arribà a conseller nacional de l'Organización Sindical Española.
Entre 1940 i 1952 fou regidor de l'ajuntament de Lleida, tinent d'alcalde entre 1941 i 1943, i alcalde entre 1943 i 1952, càrrec que comportà la seva designació com a procurador municipal en Corts fins al 1952. Durant el seu mandat es redactà el primer pla d'ordenació urbanístic de Lleida, se celebrà la primera edició de la Fira de Sant Miquel de la postguerra i es posà en pràctica un nou sistema de proveïment d'aigua.
A partir del 1952, convertit ja en home de confiança del ministeri de governació, presidí la Diputació de Lleida i director de la Caixa d'Estalvis de Lleida (1952-61). Fou després governador civil de Zamora (1961-62) i de Girona (1962-68), anys durant els quals impulsà en aquesta província l'aeroport i la construcció per al turisme, i mantingué una posició ambivalent amb l'ús públic del català. Posteriorment ho fou de les Illes Balears (1968-72), on el 1969 constituí la Comisión Provincial para la Planificación de la Educación en Baleares, que defensà la necessitat d'una universitat. Juntament amb el president de la Diputació de Balears, José Alcover, foren els encarregats de decidir els anys setanta que la residència dels futurs reis espanyols, Joan Carles I i Sofia de Grècia, seria el Palau de Marivent, de la família Sadirakis. També fou governador civil de Sevilla (1972-74). Fou membre destacat d'El Caliu Ilerdenc, entitat que presidí del 1982 al 1991.